# Yoel Palgi
 (mai 2024).
La mise en forme du texte ne suit pas les recommandations de Wikipédia : il faut le « wikifier ».
Les points d'amélioration suivants sont les cas les plus fréquents. Le détail des points à revoir est peut-être précisé sur la page de discussion.
- Les titres sont pré-formatés par le logiciel. Ils ne sont ni en capitales, ni en gras.
- Le texte ne doit pas être écrit en capitales (les noms de famille non plus), ni en gras, ni en italique, ni en « petit »…
- Le gras n'est utilisé que pour surligner le titre de l'article dans l'introduction, une seule fois.
- L'italique est rarement utilisé : mots en langue étrangère, titres d'œuvres, noms de bateaux, etc.
- Les citations ne sont pas en italique mais en corps de texte normal. Elles sont entourées par des guillemets français : « et ».
- Les listes à puces sont à éviter, des paragraphes rédigés étant largement préférés. Les tableaux sont à réserver à la présentation de données structurées (résultats, etc.).
- Les appels de note de bas de page (petits chiffres en exposant, introduits par l'outil «  Source ») sont à placer entre la fin de phrase et le point final[comme ça].
- Les liens internes (vers d'autres articles de Wikipédia) sont à choisir avec parcimonie. Créez des liens vers des articles approfondissant le sujet. Les termes génériques sans rapport avec le sujet sont à éviter, ainsi que les répétitions de liens vers un même terme.
- Les liens externes sont à placer uniquement dans une section « Liens externes », à la fin de l'article. Ces liens sont à choisir avec parcimonie suivant les règles définies. Si un lien sert de source à l'article, son insertion dans le texte est à faire par les notes de bas de page.
- La présentation des références doit suivre les conventions bibliographiques. Il est recommandé d'utiliser les modèles {{Ouvrage}}, {{Chapitre}}, {{Article}}, {{Lien web}} et/ou {{Bibliographie}}. Le mode d'édition visuel peut mettre en forme automatiquement les références.
- Insérer une infobox (cadre d'informations à droite) n'est pas obligatoire pour parachever la mise en page.

Pour une aide détaillée, merci de consulter Aide:Wikification.
Si vous pensez que ces points ont été résolus, vous pouvez retirer ce bandeau et améliorer la mise en forme d'un autre article.
Yoel Palgi (en hébreu : יואל פלגי), né Emil Nussbacher (parfois transcrit en Nusbacher,,) en 1918 et mort en 1978, est un parachutiste issu du Palmach, largué par l’Empire britannique en Yougoslavie pendant la Seconde Guerre mondiale pour participer au sauvetage des Juifs de Hongrie de la Shoah et les pilotes alliés capturés par l’Allemagne.

## Jeunesse
Palgi naît à Cluj, alors dans l’empire d’Autriche-Hongrie (actuellement en Roumanie) en 1918. En 1939, il émigre en Palestine mandataire et rejoint le kibboutz Afikim.

## Contexte de sa mission
Le Yishouv de Palestine a déjà fait une tentative en Roumanie pour secourir les Juifs menacés par les nazis et contrecarrer leur déportation, mais les deux agents parachutés, Arye Fichman et Liova Gukowsky (Ahisar), sont capturés, leurs contacts étant des agents triples ou quadruples qui transmettaient les détails de ce genre d’opérations. Le taux d’échec des Alliés dans les tentatives de pénétrer ce pays étant élevé, il est décidé de se concentrer sur les efforts pour obtenir un point d’entrée en Yougoslavie.

### Préparatifs
Palgi rejoint le Palmach en 1942, unité d’élite de la Haganah et armée clandestine des Juifs de Palestine. L’année suivante, il se porte volontaire avec Peretz Goldstein (he), pour partir dans la prochaine opération en Europe occupée. Palgi et Goldstein étaient membres de la communauté Ma'agan, groupe de Hongrois installés autour du lac de Tibériade et Goldstein était lui aussi né à Cluj. Le groupe est envoyé s’engager dans l’armée britannique et subit un entraînement à Ramat David et au Caire. Une fois leur entraînement achevé, ils reçoivent armes et capsules de cyanure. Ils sont promus au rang d’officier, ce qui leur donne un statut plus élevé en cas de capture et ils signent une assurance-vie au bénéfice de leur kibboutz. La famille de Palgi vivait toujours à Cluj à l’époque. Ses angoisses furent donc exacerbées par la nouvelle qu’en mars, l’Allemagne envahit la Hongrie.

### Début de la mission
Les volontaires sont répartis dans des groupes, dont un, avec Hannah Szenes, Abba Berdiczew, Reuven Dafni et un autre membre de Ma'agan, Jona Rozen (cs), est parachuté dans le nord de la Yougoslavie le 14 mars. Le groupe de Palgi est transporté par air à Bari où ils rencontrent Enzo Sereni (Juif italien lui aussi volontaire malgré ses 39 ans). Il était prévu qu’ils fassent leur saut la première nuit de Pessa'h, le 7 avril 1944, ce qui voulait dire qu’ils auraient dû se préparer pour le séder en plein vol au-dessus du territoire ennemi, mais la météo retarda leur départ, et ils ne sont parachutés en Croatie qu’une semaine plus tard, le 13 avril, dans une zone sous le contrôle des partisans yougoslaves communistes de Tito.
Ils rencontrent et s’attachent au 6e corps d’armée des partisans, dans les monts Papouk. L’occupation de la Hongrie par les Allemands les oblige à changer leurs plans, leur infiltration et l’accomplissement de leur mission étant rendues plus dangereuses. Les deux groupes sont réunis le 6 mai. Ils restent quelque temps avec les partisans, pratiquant la guérilla, le sabotage et protégeant les lignes d’évasion des pilotes alliés, tout en craignant de ne pas pouvoir mener à bien le reste de leur mission, aider les Juifs à échapper au destin qu’ils enduraient en Hongrie. Hannah Szenes, particulièrement troublée des nouvelles filtrant de Hongrie, franchit la frontière avec Reuven Dafni fin mai. Elle avait préparé avec Palgi leur reprise de contact en Hongrie, prévue devant la grande synagogue de Budapest avec un deuxième point de rendez-vous en cas d’échec, la cathédrale. Palgi et Goldstein se préparent pour passer en Hongrie par la Drave le 19 juin avec l’aide de passeurs, dix jours après la capture de Szenes, ce qu’ils ignoraient.

### En Hongrie
Dès leur entrée en Hongrie, Palgi et Goldstein sont sous surveillance du contre-espionnage hongrois (le magyar katonai hirszerzes, bureau du renseignement militaire), qui avait une source dans la communauté. En arrivant à Budapest, ils rencontrent les dirigeants du comité d'aide et de sauvetage, dont Rudolf Kasztner, qui à ce moment négociait avec Adolf Eichmann pour tenter de sauver des Juifs en les échangeant contre des camions (voir plan Europa). Selon un témoignage, Kasztner, au courant de l’arrestation de Szenes et que la Gestapo recherchait deux autres espions, fut horrifié par l’arrivée de Palgi dans ce contexte délicat. Il connaissait Palgi depuis l’enfance, puisqu’il avaient grandi ensemble à Cluj, et lui dit que le meilleur moyen pour lui de s’en tirer était d’aller au siège de la Gestapo et de leur dire qu’il agissait sous le couvert du comité de sauvetage de l’Agence juive, qui l’avait envoyé pour négocier avec les SS. Mais avant d’avoir pu faire cela, il est arrêté, le  27 juin, par la police secrète hongroise. Il est enfermé dans la même prison qu’Hannah Szenes. Son compagnon d’armes, Goldstein, toujours en liberté, bien que Kasztner l’ait conduit à ses parents qui avaient été sélectionnés pour le train Kastner, il a aussi été persuadé de se rendre. Palgi est torturé au point de tenter de se suicider : ses tortionnaires le ramènent en vie, et continuent à le torturer pour obtenir les informations qu’il continue à taire. Il réussit à communiquer avec Hannah Szenes, enfermée dans une cellule face à la sienne, en utilisant un miroir pour communiquer en morse, et réussit ainsi à retenir des détails de ce qu’elle a vécu, même si selon certains, il est possible qu’une partie d’entre eux soient imaginaires. Il réussit aussi à corrompre un gardien pour pouvoir lui parler directement.
Un espoir se fait jour quand, le 11 septembre, Horthy signe l’armistice avec l’URSS, ce qu’il annonce à la radio le 15. Palgi, Szenes et Goldstein, capturé entretemps, sont emmenés par la police hongroise qui les retire de la prison de la Gestapo pour les garder dans une prison hongroise. L’opération Panzerfaust est menée par les nazis avec le parti des Croix fléchées qui font un coup d'État ; les trois parachutistes sont conduits devant une cour martiale hongroise, qui les condamne à l’internement au camp de Kistarcsa. En route, Palgi saute du train, et retourne à Budapest où il retrouve les pionniers du mouvement clandestin sioniste,.
Après la libération de Budapest par les Soviétiques, Palgi retourne à Cluj pour retrouver ses parents et ses amis, mais trop tard. Il organise secrètement la sortie de Hongrie de la mère d’Hannah Szenes, qui part s’installer en Palestine.

## Après-guerre
(mai 2024).
Palgi revient en Palestine en 1945. Avec l’autre survivant, Haim Hermesh, il est accablé par un sentiment douloureux de culpabilité pour avoir eu la chance de survivre alors que leurs camarades étaient morts. En 1946, il publie un récits des évènements, Ruach Gedolah ba'ah (en hébreu : Le Grand Vent arrive). Dans ses mémoires, il exprime le choc qu’il a reçu en rentrant dans sa communauté, écrivant « Partout où j’allais, la question m’était jetée : "Mais pourquoi les Juifs ne se sont pas rebellés . Pourquoi ont-ils été comme des agneaux au boucher ?" Soudainement je réalisais que nous avions honte de ceux qui avaient été torturés, exécutés, brûlés. Il y avait un consensus sur le fait que les morts de la Shoah étaient des gens inutiles. Inconsciemment, nous avons accepté le point de vue nazi selon lequel les Juifs sont sous-humains,,,. »

## Années 1950-1960
En février 1948, à la veille de la guerre israélo-arabe, Palgi est envoyé par la Haganah avec Boris Senior en mission en Afrique du Sud pour acheter des avions pour le Sherut Ha'avir, la flotte aérienne du Yishouv en cours de création, et qui était le précurseur de l’aviation militaire israélienne. La mission concernait aussi le recrutement d’équipes de maintenance. L’accord initial portant sur 50 P-40 Kittyhawks a dû être abandonné, à cause des difficultés à les ramener en Palestine. Mais Palgi réussit à acheter deux DH-89 Rapides, un Anson, trois Fairchild Arguses, deux Beechcraft Bonanzas et cinq DC-3, et à les ramener par bateau en Palestine juste avant la proclamation d’indépendance d’Israël et le début de la guerre,.
En 1954, l’anniversaire des 10 ans des missions des parachutistes est fêté au Ma'agan. Mais une vingtaine de personnes organisant l’évènement, dont quatre parachutistes qui avaient survécu à ces épreuves, sont morts dans l’accident de l’avion qui les emmenaient à leur kibboutz.
Palgi est cité comme témoin en 1954-1955 dans le procès Kastner, où ce dernier se défendait d’accusations de collaboration avec les nazis. Il a été interrogé par Shmuel Tamir, et son image de héros a été ternie quand il a eu du mal à expliquer, bégayant, les contradictions entre son livre publié après-guerre et son témoignage devant la cour. Quand Tamir lui demande quelle version est vraie, il répond : « J’ai écrit un roman, pas l’histoire », ce qui a considérablement fragilisé son témoignage sur les évènements. Plus tard, il affirma qu’il s’était autocensuré par peur des Britanniques en 1946. Le livre fut soumis à révision avant une seconde édition, publiée vingt ans après, un an avant sa mort. Dans ces corrections, il modifie les parties qu’il dit avoir lui-même censurées pour la version écrite sous le mandat britannique. Ces variations ont laissé les historiens dans le doute quant à ce qui s’est réellement passé pour nombre d’évènements-clefs.
Palgi est cocréateur d’El Al et son directeur adjoint, de 1949 à 1960. Comme directeur des opérations de la compagnie nationale, il est à bord du Bristol Britannia turbopropulsé qui réalise le premier vol direct entre les États-Unis et Israël, en décembre 1957. Il est ensuite directeur de l’administration de l’aviation civile jusqu’en 1964, quand il est nommé ambassadeur en Tanzanie. Après cette fonction, en 1966, Palgi est nommé au bureau de l’Histadrout chargé de l’assurance-maladie, où il reste jusqu’en 1978,.